# Понте дел Багето (Сондрио)
Понте дел Багето је насеље у Италији у округу Сондрио, региону Ломбардија.
Према процени из 2011. у насељу је живело 43 становника. Насеље се налази на надморској висини од 369 м.